# Darevskia kamii
Espèce
Darevskia kamii est une espèce de sauriens de la famille des Lacertidae.

## Répartition
Cette espèce est endémique du Golestan en Iran. Elle se rencontre dans les forêts mixtes hyrcaniennes de la Caspienne.

## Description

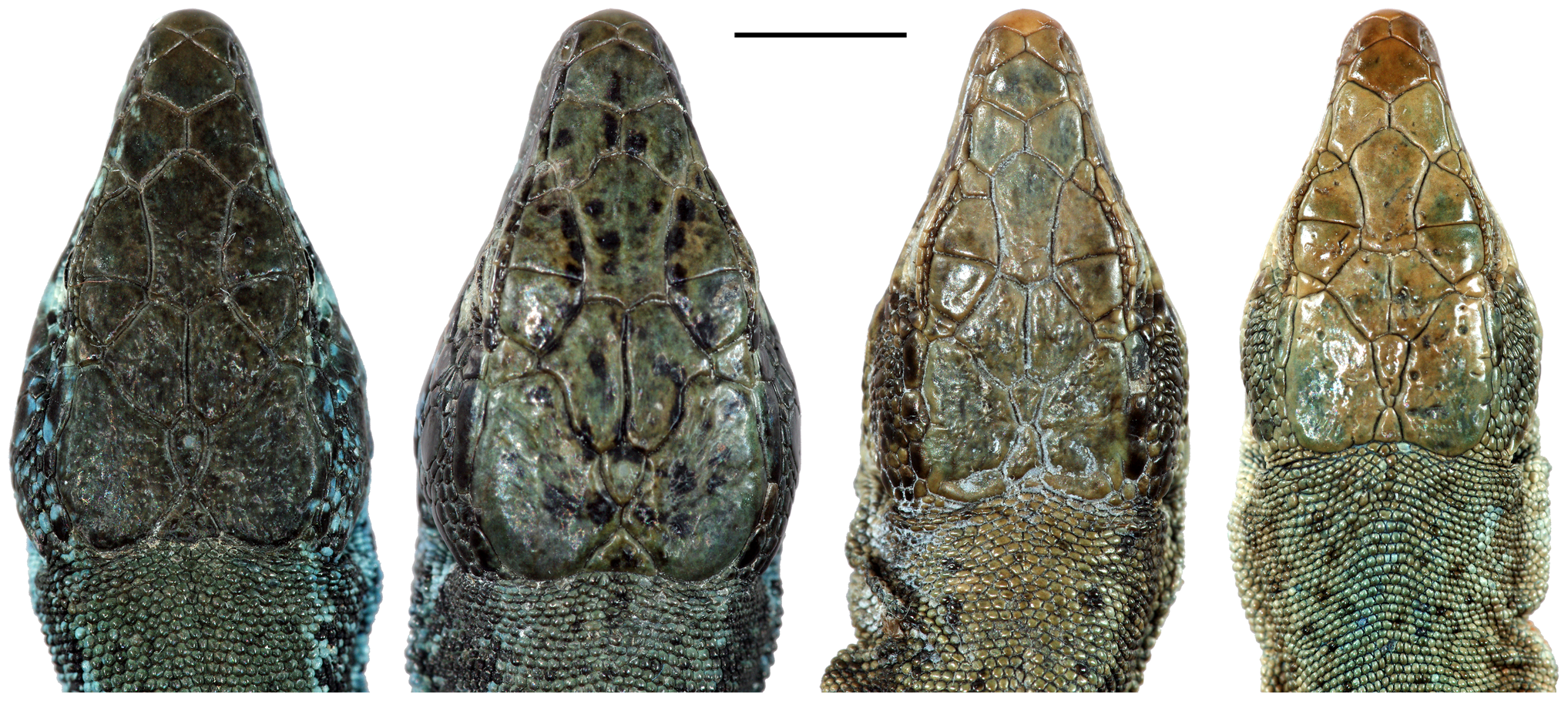
vue dorsale (à partir de la gauche : Darevskia caspica - Darevskia kamii - Darevskia kopetdaghica - Darevskia schaekeli)

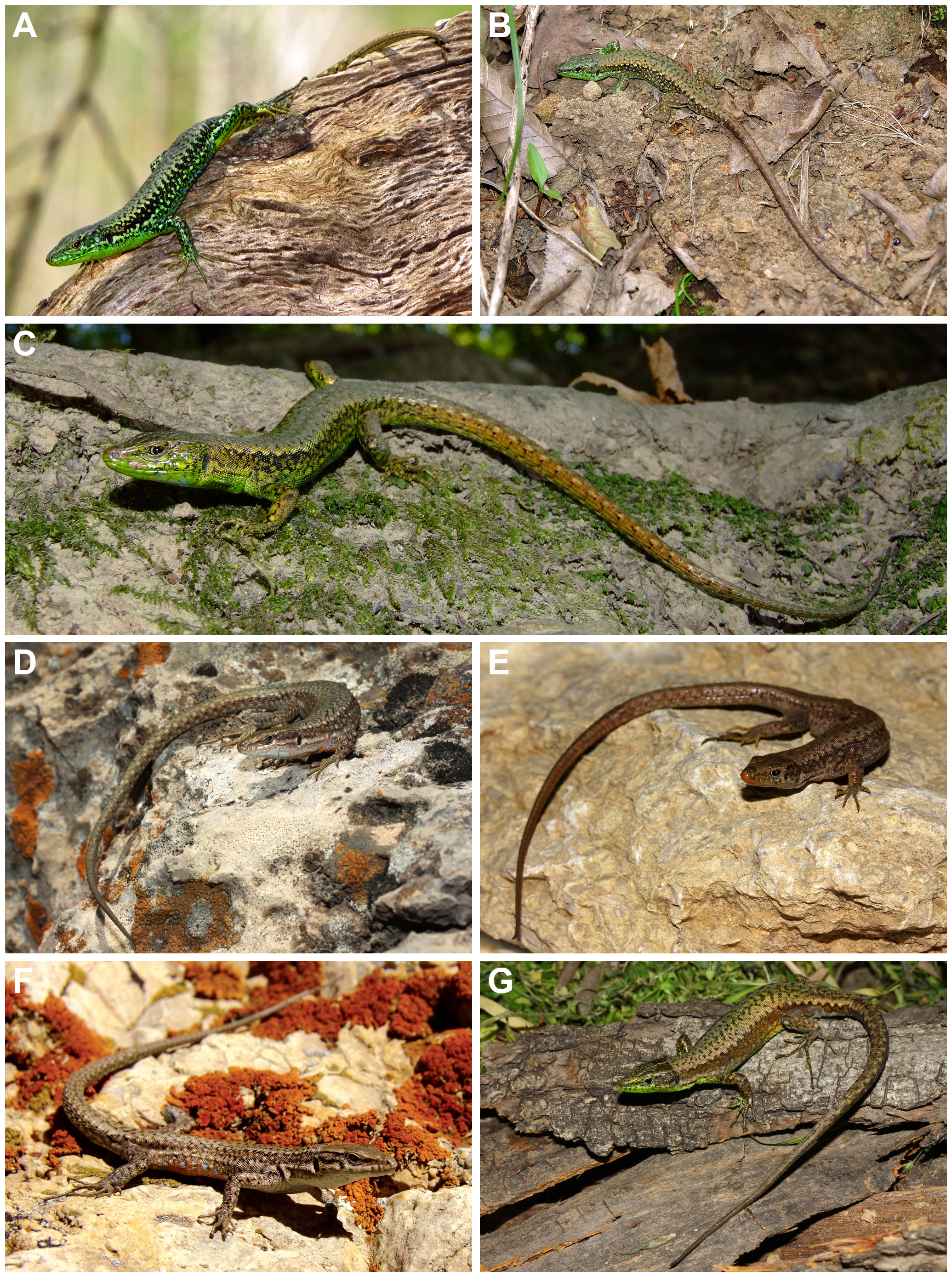
Darevskia kamii (Photo C)

Le mâle holotype mesure 69,4 mm de longueur standard (sans la queue).

## Étymologie
Cette espèce est nommée en l'honneur de Hagi Gholi Kami.

## Publication originale
- Ahmadzadeh, Flecks, Carretero, Mozaffari, Böhme, Harris, Freitas & Rödder, 2013 : Cryptic Speciation Patterns in Iranian Rock Lizards Uncovered by Integrative Taxonomy. PLOS ONE, vol. 8, no 12, p. e80563 (texte intégral).